# 衡柳铁路
衡柳铁路，即湘桂铁路扩能改造工程衡阳至柳州段，北起湖南省衡阳市，经永州市、广西壮族自治区桂林市，南抵柳州市，全长497.9公里，永州（含）以上为广州铁路集团管辖，以下为南宁铁路局管辖。该线为新建国家I级双线电气化铁路，永州至桂林区间设计时速200公里，其余区间设计时速250公里，当前运营时速为200公里/小时，大部分区间与既有湘桂铁路形成三线格局。
衡柳铁路湖南段全长187.4公里，广西段全长310.5公里；以永州站为界，衡阳至永州全长147.246公里，主线桥隧总长58.988公里，占线路比例的32.78%；永州至柳州段全长350.693公里，其中永州至桂林段全长171公里。

## 背景
湘桂铁路建成于1939年12月，线路标准低、装备落后，数十年来虽经多次的整修、改建等工作，但其落后状况并未得到根本改善。目前湘桂铁路衡柳段平图列车运输能力为48对，利用率高达88.54%。目前，广西、海南、粤西等地经湘桂线与华中、华东、华北的交流量高达1893万吨，其中接入量1041万吨，交出量825万吨。湘桂铁路全线由内燃机车牵引，速度较慢，运能趋近饱和，远不能满足铁路沿线客运和货运需求，故亟需对其实施扩能改造。
湘桂铁路扩能改造包括衡阳至柳州与柳州至南宁两段。衡阳至柳州段新建双线，与既有线形成三线格局，为衡柳铁路；柳州至南宁段新建双线，与既有线形成四线格局，为柳南城际铁路。衡柳铁路在衡阳站与京广铁路相接，并有通往衡阳东站与京广高速铁路相接的联络线，在永州站与益湛铁路相接，在桂林北站与贵广客运专线相接，在柳州站与柳南城际铁路、黔桂铁路、焦柳铁路及興建中的柳梧铁路相接。
衡柳铁路到发线有效长度650m，远景运输能力为4000万吨/年，开行客车120对/日，不仅能从根本上解决既有湘桂铁路运能不足的问题，还能缩短客车行车时间，大大提升运输条件，并能与京广铁路、沪昆铁路实现提速资源共享。

## 建设过程

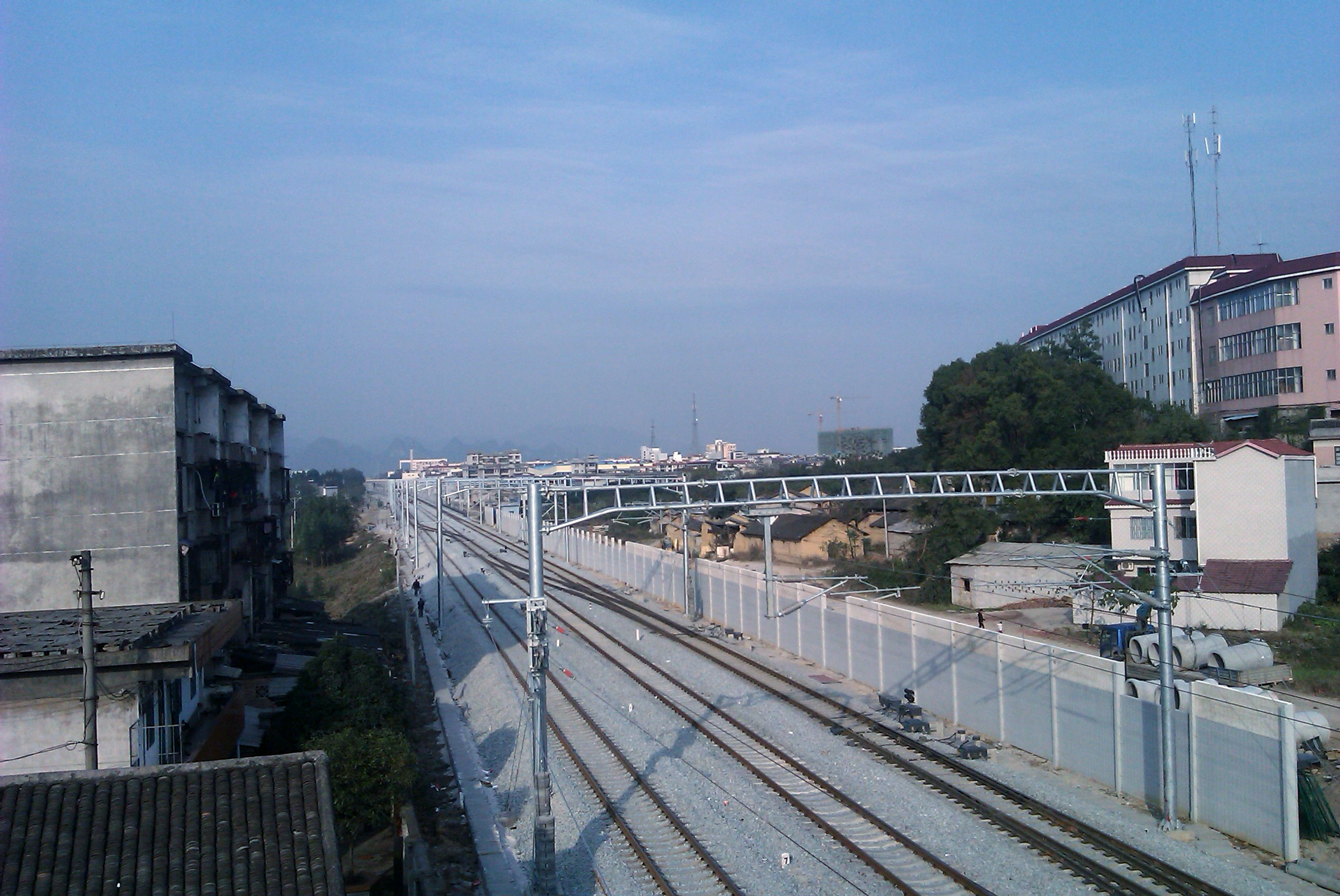
衡柳、湘桂铁路灵川站永州方向的三线并行情况

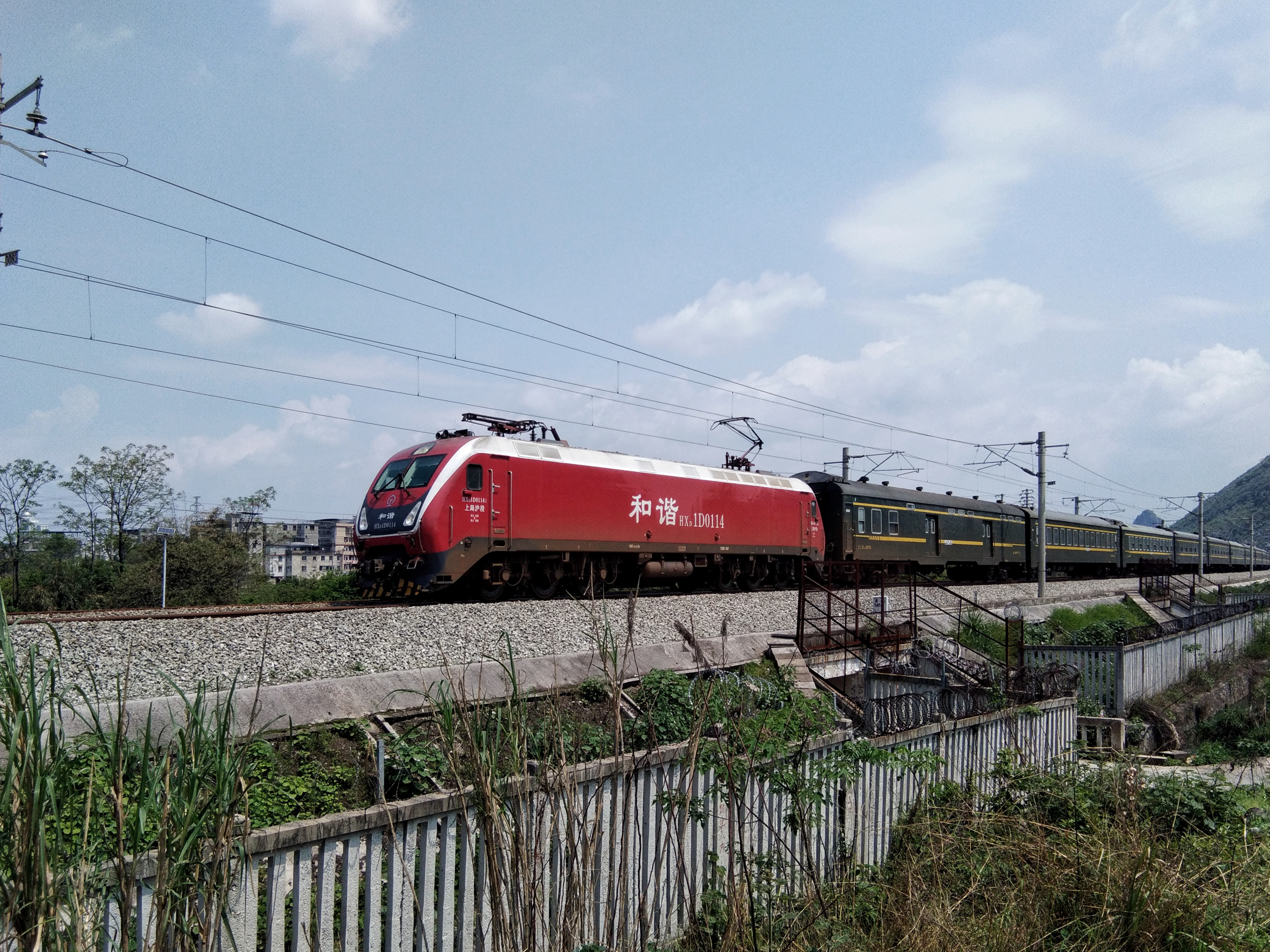
T381次列车通过桂林秀峰区官桥村附近

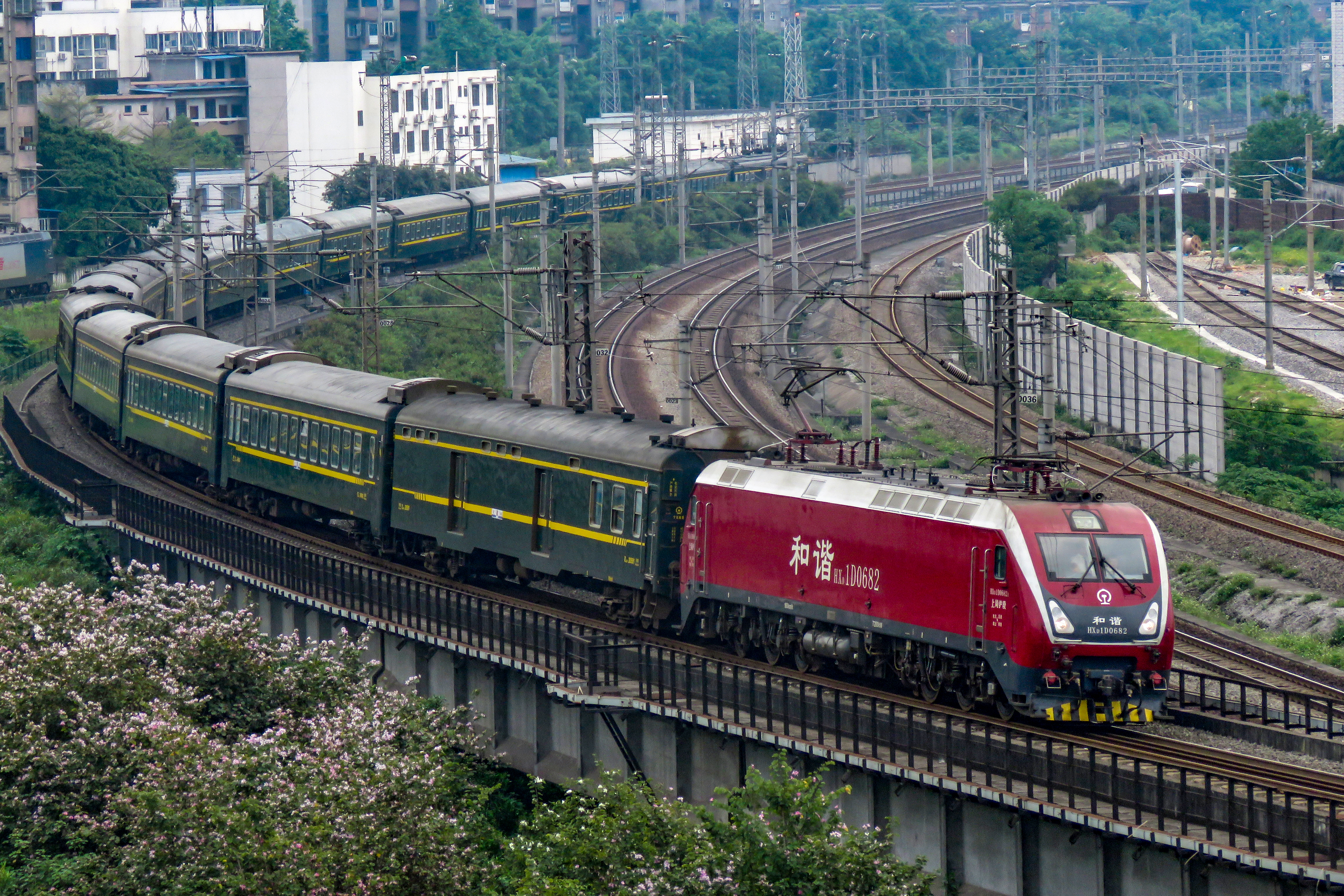
T78次列车通过柳州柳南区磨滩村附近的衡柳铁路磨滩村上行正线跨线桥

湘桂铁路扩能改造工程于2008年12月11日举行开工典礼，2009年4月动工，并于下半年强势奋进。2011年初受资金影响，建设进展缓慢。2012年进入快速建设阶段。
2012年3月16日，衡柳铁路永州至柳州段铺轨开工仪式在全州县举行。8月20日16时38分，松川站两条钢轨连接完毕，标志衡柳线全长171公里的永州至桂林段铺轨完成。
10月16日下午5点38分，建设完成的高溪市站投入使用，41205次列车驶过该站。该站是衡柳线广铁集团管内第一个开通的新站。11月22日6时21分，灵川站顺利开通，6时40分第一列货物列车驶过该站。12月26日8点30分，22601次货物列车从衡阳北站发车，沿衡柳线驶往永州方向，标志着衡柳铁路湖南省境内的工程正式竣工。12月30日10时18分，灵川站首列3000吨电力货物列车向永州方向出发，标志着衡柳铁路永州至桂林段正式开通。
2013年5月衡柳铁路永柳段进入全面联调联试阶段。7月10日，衡柳铁路永州至灵川段基本达到了动态验收要求，联调联试第一阶段初战告捷；8月7日开始第二回合的联调联试。
2013年12月28日，随着桂林至北京西首列动车组G530次的开行，衡柳铁路正式投入运营。同月30日，广西区内动车组列车开通。

## 车站
| 站名       | 营业里程 | 累計 里程 | 连接路线・参考                    | 所在地         | 所在地 | 所在地   |
| ---------- | -------- | --------- | --------------------------------- | -------------- | ------ | -------- |
| 衡阳站     |          |           | 京九線 湘桂線 吉衡線              | 湖南省         | 衡陽市 | 珠暉区   |
| 白沙洲站   |          |           | [ 25 ]                            | 湖南省         | 衡陽市 | 雁峰区   |
| 谭子山南站 |          |           |                                   | 湖南省         | 衡陽市 | 衡南县   |
| 祁東站     |          |           |                                   | 湖南省         | 衡陽市 | 祁東县   |
| 祁陽站     |          |           |                                   | 湖南省         | 永州市 | 祁陽县   |
| 高溪市站   |          |           | 湘桂線 洛湛線                     | 湖南省         | 永州市 | 冷水滩区 |
| 永州站     |          |           | 湘桂線                            | 湖南省         | 永州市 | 冷水滩区 |
| 東安南站   |          |           |                                   | 湖南省         | 永州市 | 東安县   |
| 廟頭西站   |          |           |                                   | 广西壮族自治区 | 桂林市 | 全州县   |
| 全州南站   |          |           |                                   | 广西壮族自治区 | 桂林市 | 全州县   |
| 松川站     |          |           |                                   | 广西壮族自治区 | 桂林市 | 全州县   |
| 興安北站   |          |           |                                   | 广西壮族自治区 | 桂林市 | 興安县   |
| 大榕江北站 |          |           |                                   | 广西壮族自治区 | 桂林市 | 興安县   |
| 灵川站     |          |           | 湘桂線                            | 广西壮族自治区 | 桂林市 | 灵川县   |
| 桂林北站   |          |           | 贵广客运专线 湘桂線               | 广西壮族自治区 | 桂林市 | 叠彩区   |
| 桂林站     |          |           | 湘桂線 桂海線                     | 广西壮族自治区 | 桂林市 | 象山区   |
| 二塘站     |          |           | 湘桂線                            | 广西壮族自治区 | 桂林市 | 臨桂区   |
| 永福南站   |          |           |                                   | 广西壮族自治区 | 桂林市 | 永福县   |
| 黄腊站     |          |           |                                   | 广西壮族自治区 | 柳州市 | 鹿寨县   |
| 鹿寨北站   |          |           |                                   | 广西壮族自治区 | 柳州市 | 鹿寨县   |
| 青茅站     |          |           |                                   | 广西壮族自治区 | 柳州市 | 柳北区   |
| 柳州西站   |          |           | 黔桂線                            | 广西壮族自治区 | 柳州市 | 柳南区   |
| 柳州站     |          |           | 柳南城际铁路 黔桂線 湘桂線 焦柳線 | 广西壮族自治区 | 柳州市 | 柳南区   |

## 桥隧
- 红水河大桥[28]

## 未来发展
2020年计划将运行时速提至250km/h,并规划建设与该线路平行的时速350公里的南衡高速铁路。